# Cupids
Cupids är en ort i Kanada.   Den ligger i provinsen Newfoundland och Labrador, i den östra delen av landet, 1 700 km öster om huvudstaden Ottawa. Cupids ligger 93 meter över havet och antalet invånare är 790.
Terrängen runt Cupids är huvudsakligen platt, men västerut är den kuperad. Havet är nära Cupids åt nordost. Närmaste större samhälle är Bay Roberts, 6,7 km nordväst om Cupids. 
Runt Cupids är det ganska glesbefolkat, med 47 invånare per kvadratkilometer.